# Luka Dobelšek
Luka Dobelšek (* 12. Januar 1983 in Celje, SR Slowenien, SFR Jugoslawien) ist ein slowenischer Handballspieler. Er ist 1,91 m groß.
Dobelšek, der für den slowenischen Verein RK Velenje spielt, wird meist auf der Rückraummitte eingesetzt.
Obwohl in Celje geboren, debütierte Luka Dobelšek nicht für den RK Celje, sondern für den Rivalen RK Velenje in der ersten slowenischen Liga. Mit den Männern aus dem Nordosten Sloweniens gelang es ihm jedoch nie, am Verein seiner Heimatstadt vorbeizukommen. Dobelšeks größte Erfolge blieben der slowenische Pokal 2003 sowie die Vize-Meisterschaften 2004, 2005 und 2007. 2008 wurde er vom deutschen Verein TuS Nettelstedt-Lübbecke, der gerade in die 2. Handball-Bundesliga abgestiegen war, unter Vertrag genommen. Zur Saison 2009/2010 wechselte Dobelšek zum TV Emsdetten. Zur Saison 2010/2011 wechselte er zusammen mit Lars Walther zu Wisła Płock. Mit Wisła Płock gewann er 2011 die Meisterschaft. Im Sommer 2012 schloss er sich erneut RK Velenje an. 2013 gewann er mit Velenje die Meisterschaft.
Luka Dobelšek hat bisher zehn Länderspiele für die slowenische Nationalmannschaft bestritten. Zuvor wurde er mit den Junioren seines Landes 2002 in Polen Vizeeuropameister sowie bei der Juniorenweltmeisterschaft 2003 in Brasilien Dritter.
Lukas Bruder Jure Dobelšek spielte bis 2013 beim RK Koper und ist ebenfalls Nationalspieler.